# Cantons d'Aix-en-Provence
Les cantons d'Aix-en-Provence sont des divisions administratives du département des Bouches-du-Rhône, dans le sud-est de la France. La réorganisation des cantons français est entrée en vigueur en mars 2015 ; elle divise Aix-en-Provence en 2 cantons. Leur siège est à Aix-en-Provence.

## Cantons
| Nom                         | Population (2014) | Code |
| --------------------------- | ----------------- | ---- |
| Canton d'Aix-en-Provence-1  | 73,118            | 1301 |
| Canton d' Aix-en-Provence-2 | 69,031            | 1302 |